# Coraziune
A nu se confunda cu coroziune!

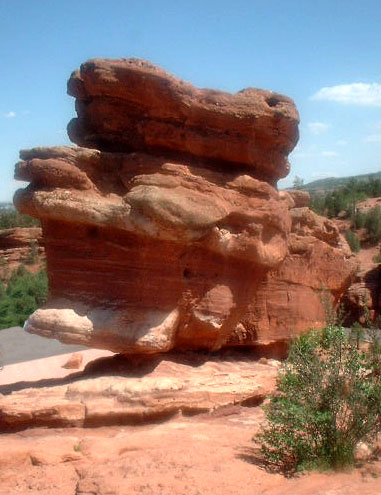
"Balanced rock", Colorado, Statele Unite

Coraziunea este un termen din geomorfologie care exprimă acțiunea de abraziune exercitată de vânt cu ajutorul particulelor nisipoase transportate în suspensie.
În urma acesteia iau naștere diverse forme de relief eolian: mici adâncituri pe suprafața rocilor, fețe șlefuite, stânci de diferite forme printre care și ciuperci eoliene.
Pentru acest ultim caz, un exemplu îl constituie Babele din Munții Bucegi.
Coraziunea este strâns legată de fenomenul de deflație, proces geomorfologic prin care materialul afânat este îndepărtat de vânt.
Acest articol conține text din Dicționarul enciclopedic român (1962-1966), aflat acum în domeniul public.